# Vrhe
Vrhe (pronuncia  [ʋəɾˈxeː]) è un insediamento (naselje) di 227 abitanti, della municipalità di Celje nella regione della Savinjska in Slovenia.
L'area faceva tradizionalmente parte della regione storica della Stiria, ora invece è inglobata nella regione della Savinjska.
La chiesa locale è dedicata a Sant'Anna e risale al XV secolo.